# Liste der EBU-Boxeuropameister im Supermittelgewicht
Die folgende Liste enthält in chronologischer Reihenfolge sämtliche Profiboxer, welche sich im Laufe ihrer Karriere den Europameistertitel der European Boxing Union (EBU) im Supermittelgewicht (72,574 kg bis 76,205 kg) sichern konnten.

## EBU-Europameister im Supermittelgewicht
|    | Zeitraum                             | Boxer                  | Nationalität   | Titelverteidigungen |
| -- | ------------------------------------ | ---------------------- | -------------- | ------------------- |
| 1  | 31. März 1990 – 1990                 | Mauro Galvano          | Italien        | 0                   |
| 2  | 10. März 1991 – 3. April 1992        | James Cook             | Großbritannien | 2                   |
| 3  | 3. April 1992 – 1992                 | Frank Nicotra          | Frankreich     | 1                   |
| 4  | 16. Dezember 1992 – 17. März 1993    | Vincenzo Nardiello     | Italien        | 0                   |
| 5  | 17. März 1993 – 1993                 | Ray Close              | Großbritannien | 0                   |
| 6  | 26. November 1993 – 11. Juni 1994    | Vincenzo Nardiello (2) | Italien        | 0                   |
| 7  | 11. Juni 1994 – 1995                 | Frédéric Seillier      | Frankreich     | 2                   |
| 8  | 8. Juli 1995 – 1996                  | Henry Wharton          | Großbritannien | 2                   |
| 9  | 5. Juli 1996 – 1997                  | Frédéric Seillier (2)  | Frankreich     | 0                   |
| 10 | 15. März 1997 – 1997                 | Andrey Shkalikov       | Russland       | 0                   |
| 11 | 19. Dezember 1997 – 1998             | Dean Francis           | Großbritannien | 0                   |
| 12 | 10. April 1999 – 1999                | Bruno Girard           | Frankreich     | 1                   |
| 13 | 16. September 2000 – 27. Januar 2001 | Andrey Shkalikov (2)   | Russland       | 0                   |
| 14 | 27. Januar 2001 – 4. Oktober 2003    | Danilo Häußler         | Deutschland    | 6                   |
| 15 | 4. Oktober 2003 – 2004               | Mads Larsen            | Dänemark       | 0                   |
| 16 | 24. Juli 2004 – 2005                 | Rudy Markussen         | Dänemark       | 0                   |
| 17 | 16. Juli 2005 – 18. November 2005    | Vitaliy Tsypko         | Ukraine        | 0                   |
| 18 | 18. November 2005 – 14. April 2006   | Jackson Chanet         | Frankreich     | 0                   |
| 19 | 14. April 2006 – 12. Oktober 2006    | Mger Mkrtchyan         | Russland       | 0                   |
| 20 | 12. Oktober 2006 – 1. Juni 2007      | David Gogiya           | Russland       | 1                   |
| 21 | 1. Juni 2007 – 12. April 2008        | Cristian Sanavia       | Italien        | 1                   |
| 22 | 12. April 2008 – August 2009         | Karo Murat             | Deutschland    | 2                   |
| 23 | 30. Januar 2010 – Oktober 2010       | Brian Magee            | Großbritannien | 1                   |
| 24 | 4. März 2011 – 15. Oktober 2011      | Piotr Wilczewski       | Polen          | 0                   |
| 25 | 15. Oktober 2011 – Dezember 2012     | James DeGale           | Großbritannien | 2                   |
| 26 | 22. März 2014 – 20. September 2014   | Christopher Rebrassé   | Frankreich     | 0                   |
| 27 | 20. September 2014 – November 2014   | George Groves          | Großbritannien | 0                   |
| 28 | 29. Mai 2015 – 2. April 2016         | Hadillah Mohoumadi     | Frankreich     | 0                   |
| 29 | 2. April 2016 – April 2016           | Callum Smith           | Großbritannien | 0                   |
| 30 | 5. Mai 2017 – 2018                   | Hadillah Mohoumadi (2) | Frankreich     | 1                   |
| 31 | 2. Juni 2018 – 11. Mai 2019          | Robin Krasniqi         | Deutschland    | 0                   |
| 32 | 11. Mai 2019 – aktuell               | Stefan Härtel          | Deutschland    | 0                   |

## Weitere Gewichtsklassen
- Liste der EBU-Boxeuropameister im Schwergewicht
- Liste der EBU-Boxeuropameister im Cruisergewicht
- Liste der EBU-Boxeuropameister im Halbschwergewicht
- Liste der EBU-Boxeuropameister im Mittelgewicht
- Liste der EBU-Boxeuropameister im Halbmittelgewicht